# ستویانووو (استان کرجالی)
ستویانووو (به بلغاری: Stoyanovo) یک منطقهٔ مسکونی در بلغارستان است که در استان کرجالی واقع شده‌است.
 ستویانووو ۵٫۹۷۴ کیلومتر مربع مساحت و ۲۱ نفر جمعیت دارد.